# Котилася ой ясна зоря з неба
Котилася ой ясна зоря з неба — дебютний студійний альбом українського етно-колективу «Божичі», виданий у 2004 році.
Альбом має вокальну і інструментальну частини. Вокальну частину складають обрядові (весільні, петрівські) і «вуличні» протяжні та жартівливі пісні, пісні солдатського і чумацького середовища, пісні дівчат, що працювали у наймах. Інструментальна частина — танці у виконанні на старовинній гармоні («вєнці») і тамбуриноподібному бубоні. Диск також містить відеозапис спільного співу керівників ансамблю Іллі Фетисова і Сусанни Карпенко з Настею Федорівною Бабенко (нар. 1914) — народною співачкою з с. Петрівці Полтавської області.
Матеріал для альбому учасники ансамблю записали у Чернігівській, Полтавській, Дніпропетровській і Київській областях. В буклеті до диску є мапа, на якій показано, де яку пісню було знайдено, крім того наведені тексти всіх виконаних на диску пісень.
Продюсером і звукорежисером альбому виступив Олег Скрипка. Він також заспівав приспівки до танцю «Українські страдання».

## Перелік пісень
1. Ой, ти ноч, моя ноч — протяжна
2. Ой, петрівняя зозуленка — петрівка
3. Вальс «Баламут» — танець
4. Задумав дідочок — жартівлива
5. Ой, ішли корови з діброви — протяжна
6. Ой, поля, ви поля — протяжна
7. Шо учора із вечора — «на церковний голос»
8. Здорова, кума — жартівлива
9. Як задумав я жениться — жартівлива
10. Весільні обрядові пісні
11. Українські страдання — приспівки до танцю (Олег Скрипка)
12. Шо на горкє спал туман — солдатська
13. Із-за гори, із-за кручі — чумацька
14. У неділю рано синє море грало — строкова
15. Картошка — танець
16. Очерет лугом гуде — жартівлива
17. Пішла Дуня жито жати — жартівлива
18. Котилася, ой, ясна зоря з неба — протяжна

Відео
- Котилася, ой, ясна зоря з неба